# Neolamprologus olivaceous
Neolamprologus olivaceous è un pesce d'acqua dolce appartenente alla famiglia Cichlidae.

## Distribuzione e habitat
Questa specie è endemica della baia di Luhanga del lago Tanganica, in Africa.

Abita le coste rocciose da 2 a 10 m di profondità.

## Descrizione

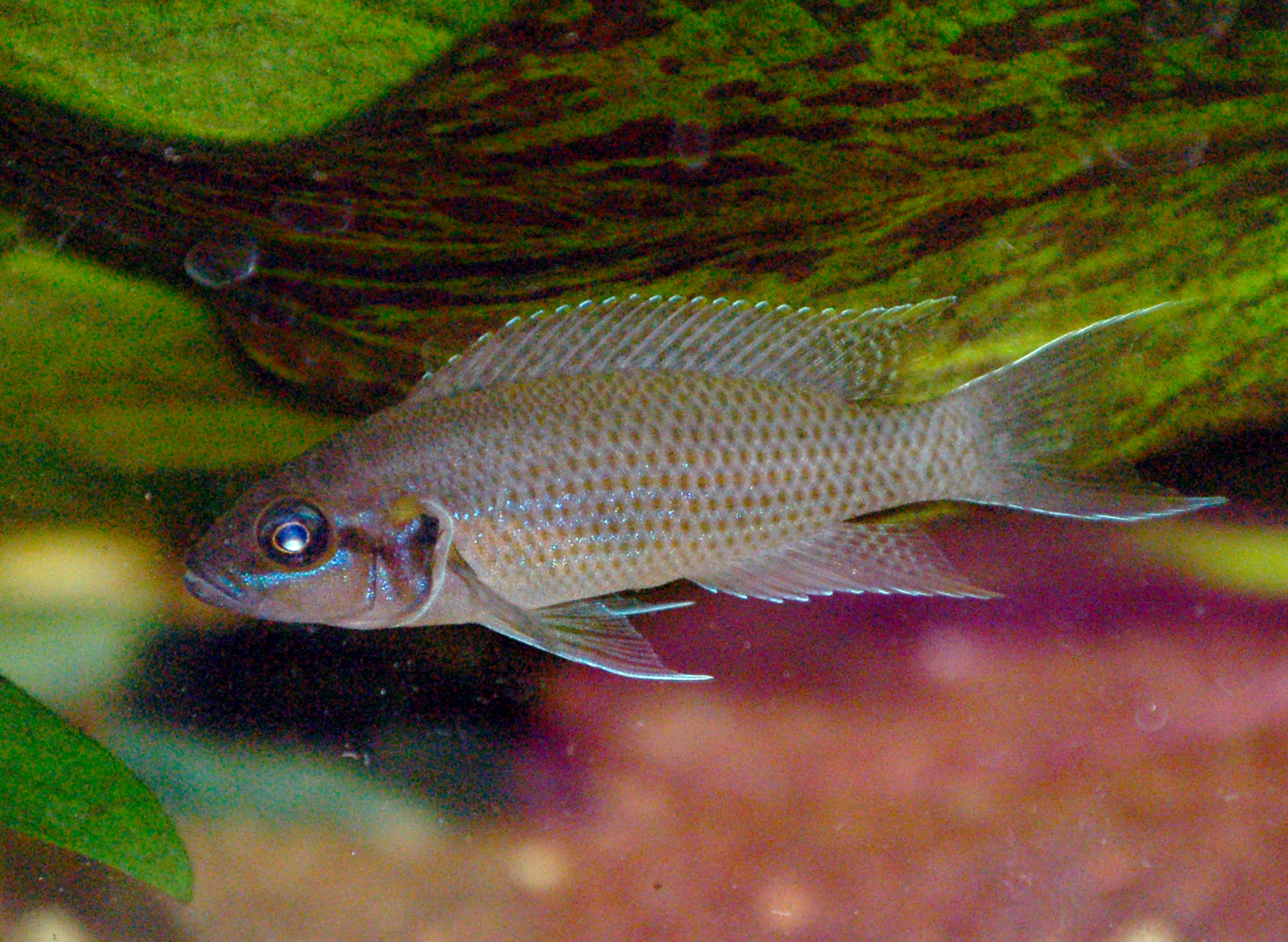
Una giovane femmina

Simile al cugino Neolamprologus brichardi, si differenzia da questo soltanto per la colorazione, tendente al grigio-verde, anziché rosata. Ogni scaglia è inoltre macchiata di bruno, creando una singolare "rete" sui fianchi del pesce. Le labbra, intorno agli occhi e l'area branchiale sono decorate di azzurro elettrico, così come parte dei fianchi. Il peduncolo branchiale è ornato di un ocello orlato d'arancio, che nella femmina è meno visibile. Le pinne sono grigie, puntinate di bruno ed orlate di azzurro e giallo. Gli esemplari adulti presentano delle pinne elengatemente allungate.

## Comportamento
Questi pesci vivono in piccole colonie, spesso con legami di parentela. Sono estremamente territoriali e diventano molto aggressivi se si invade il loro territorio.

## Riproduzione
Le coppie sono monogame e durano per tutta la vita. Quando la femmina è pronta a deporre, con il maschio scava e cerca un anfratto roccioso dove deporrà le uova, subito fecondate dal compagno. Dopo alcuni giorni di incubazione nascono circa 30-40 avannotti che saranno strenuamente difesi dal padre, il quale allontana per alcuni giorni anche la stessa femmina.

Le cure parentali del genere Neolamprologus sono molto sentite e tangibili: dopo la prima deposizione delle uova la coppia dominante continua a generare piccoli, aiutata da fratelli, sorelle e figli. Si assiste così a cure parentali di gruppo, simili a quelle dei leoni.

## Alimentazione
N. olivaceous si nutre di zooplancton.

## Acquariofilia
Scoperto di recente (1989), questo piccolo ciclide è poco diffuso in commercio. È allevato e riprodotto prevalentemente da biologi ed appassionati.

## Fonti
- (EN) Bigirimana, C. & Nzeyimana, L. 2006, Neolamprologus olivaceous, su IUCN Red List of Threatened Species, Versione 2020.2, IUCN, 2020.